# Jetmore (Kansas)
Jetmore é uma cidade localizada no estado americano de Kansas, no Condado de Hodgeman.

## Demografia
Segundo o censo americano de 2000, a sua população era de 903 habitantes.
Em 2006, foi estimada uma população de 897, um decréscimo de 6 (-0.7%).

## Geografia
De acordo com o United States Census Bureau tem uma área de
2,8 km², dos quais 2,8 km² cobertos por terra e 0,0 km² cobertos por água. Jetmore localiza-se a aproximadamente 702 m acima do nível do mar.

## Localidades na vizinhança
O diagrama seguinte representa as localidades num raio de 40 km ao redor de Jetmore.